# Carlia amax
Carlia amax (райдужний сцинк бокситовий) — вид сцинкоподібних ящірок родини сцинкових (Scincidae). Ендемік Австралії.

## Поширення і екологія
Бокситові райдужні сцинки поширені від крайнього північного заходу Квінсленду через Північну Територію до північно-західного Кімберлі в Західній Австралії. Вони живуть в саванах і евкаліптових лісах, серед скель і осипів, в опалому листі, на висоті до 800 м над рівнем моря. Ведуть наземний, денний спосіб життя. В кладці 2 яйця, за сезон самиці відкладають більше однієї кладки.